# Nagarkurnool
Nagarkurnool is een census town in het district Nagarkurnool van de Indiase staat Telangana. 

## Demografie
Volgens de Indiase volkstelling van 2001 wonen er 26.176 mensen in Nagarkurnool, waarvan 52% mannelijk en 48% vrouwelijk is. De plaats heeft een alfabetiseringsgraad van 71%. 